# Bondebyen
Bondebyen er et område i Kongens Lyngby med gamle huse.
Den er blevet betegnet som Københavnsegnens bedst bevarede landsby.
Området går fra Lyngby Hovedgade ved Lyngby Kirke og nordøst ad Gammel Lundtoftevej til denne vej møder Lundtoftevej og ligger tæt på Sorgenfri Slot på den anden side af Mølleåen.
Blandt husene er Støvlet-Katrines hus som Gammel Lundtoftevej 31 opført 1808 og Lindegaarden som Peter Lunds Vej 8, der er bygget i årene 1841–1883.
Høstvej nr. 4, Vilhelminelyst, var Gyrithe Lemches barndomshjem. På Høstvej nr. 6 boede den kendte jurist og professor Janus Kolderup-Rosenvinge, og i landstedet Asylgade nr. 7 holdt grosserer J. Fr. Tutein til.
Foreningen Bondebylauget har siden 1970 arbejdet for bevaring, forbedring og genskabelse af det gamle bymiljø.
Formand Niels Friderichsen tilskrives æren for at Bondebyen ikke blev ødelagt af Lyngby-Taarbæk Kommune.
Flere af bondebyens bygninger er fredede: Støvlet-Katrines stuehus og udhus, præstegårdens stuehus og stald- og vognportsbygningen.
Lokalplanen for området er beskrevet i Lokalplan 258 For Bondebyen.